# Pierre Paul Leroy-Beaulieu
Pierre Paul Leroy-Beaulieu (9 de diciembre de 1843 en Saumur - 9 de diciembre de 1916 en París) fue un economista francés, hermano de Henri Jean Baptiste Anatole Leroy-Beaulieu, nacido en Saumur, Maine y Loira el 9 de diciembre de 1843, y educado en París en el Liceo Condorcet y la École de Droit. Posteriormente estudió en Bonn y Berlín ya su regreso a París comenzó a escribir para Le Temps, Revue nationale y Revue contemporaine.
En 1867 ganó un premio ofrecido por la Academia de Ciencias Morales y Políticas con un ensayo titulado L'Influence de état moral et intellectuel des population ouvrières sur le taux des salaires. En 1870 ganó tres premios por ensayos sobre La Colonization chez les peuples modernes, L'Administration en France et en Angleterre , y L'Impôt foncier et ses conséquences économiques. En 1872, Leroy-Beaulieu se convirtió en profesor de finanzas en la recién fundada École Libre des Sciences Politiques, y en 1880 sucedió a su suegro, Michel Chevalier, en la cátedra de economía política en el Collège de France. En sus últimos años fue copresidente de laSociété d'économie politique de 1911 a 1916.
Varias de sus obras han dejado huella más allá de las fronteras de su propio país. Entre ellos se pueden mencionar sus Recherches économiques, historiques et statistiques sur les guerres contemporaines, una serie de estudios publicados entre 1863 y 1869, en los que calculó la pérdida de hombres y capitales provocada por los grandes conflictos europeos.
También escribió La Question monnaie au dix-neuvieme siècle (1861), La Travail des femmes au dix-neuvième siècle (1873), Traité da la science des finances (1877), Essai sur la répartition des richesses (1882), Le collectivisme (1885), L'Algérie at la Tunisie (1888), Précis d'économie politique (1888) y L'Etat moderne et ses fonctions (1889). También fundó en 1873 el Économiste français , siguiendo el modelo de L'Economiste belge de Gustave de Molinari .. Leroy-Beaulieu puede ser considerado como el principal representante en Francia de la economía política ortodoxa y el opositor más pronunciado de las doctrinas proteccionistas y colectivistas.
Fue elegido miembro de la Real Academia Sueca de Ciencias en 1880. Fue elegido miembro de la Sociedad Filosófica Estadounidense en 1881.
Era hermano de Henri Jean Baptiste Anatole Leroy-Beaulieu (1842-1912), publicista e historiador.